# Синклер, Эдди
Э́дди Си́нклер (англ. Eddie Sinclair, 5 мая 1937 — 23 января 2005) — шотландский профессиональный снукерист.

## Биография и карьера
Эдди Синклер стал одним из первых шотландских снукеристов, получивших профессиональный статус после Уолтера Дональдсона в 1950-х. Синклер семь раз становился победителем национального первенства (1960, 1963, 1967—1968, 1973, 1975—1976 — больше, чем кто-либо другой) и трижды играл в финале (1959, 1964, 1974). Также он по два раза был победителем и финалистом чемпионата Шотландии среди профессионалов (1980, 1982; 1983, 1985 года). В 1980-м он дошёл до 1/8 финала чемпионата Великобритании, а в 1982 — до той же стадии на Professional Players Tournament. В 1984 Синклер в первый и единственный раз в карьере достиг финальной стадии чемпионата мира, и уступил в 1/16-й Кирку Стивенсу, 1:10. В сезоне 1983/84 он занимал наивысшее для себя место в официальном рейтинге — 26-е.
Известен случай, когда Синклер, любивший алкогольные напитки, устроил «матч» с Биллом Вербенюком по выпиванию пива. Вербенюк выиграл, 42-41 (по пинтам). К тому времени, как Эдди капитулировал, он находился почти в бессознательном состоянии.
Кроме снукерной карьеры, Синклер некоторое время работал нефтяником.
Умер в январе 2005 года в возрасте 67 лет.